# イースタン・リーグ チャレンジ・マッチ
イースタン・リーグ チャレンジ・マッチは、日本プロ野球・イースタン・リーグが主催していた、若手育成を目的とした試合（教育リーグ）である。
2007年から2017年まで行われていたが2018年以降は行われておらず、事実上廃止状態にある。

## 試合概要
イースタン・リーグは2005年から東北楽天ゴールデンイーグルスが加盟し、所属チームは7球団となった。球団数が奇数となったことにより、組み合わせによって少なくとも1球団は試合のない節が生じることになった（1球団につき、1クール中に試合のない日が2回生じる）。
日程からあぶれた球団は、ウエスタン・リーグ所属5球団との交流戦や、日本野球連盟（JABA）所属の社会人野球チームとプロ・アマ交流試合を行うなどしたが、実際には対戦相手の都合もあって対外試合が組めない節が多く、1球団の2軍のみでは2チームを作成するだけの人数確保は難しく、紅白戦による埋め合わせもあまりできなかった。
これに加え、育成選手制度の創設に伴って2軍試合で出場する選手が増加することとなったこともあって、若手選手の実戦機会が充分に確保できないという問題がより加速した。
そこで2007年、イ・リーグでは若手選手の実戦機会の増加を目的に、7球団から各試合ごとに選抜した選手によって若手主体の混成チーム「フューチャーズ」を結成し、試合の組まれていないチームが主催球団となってフューチャーズと対戦することにより、実戦機会の増加を図ることとなった。イ・リーグ所属7球団のほか、社会人野球チームなどとの交流試合の開催も予定された。
チャレンジマッチの開催初年度となる2007年シーズンは、サントリーが協賛スポンサーとなった。

## 試合方法（2008年度）
- 期間：3月1日から8月18日（雨天中止の予備日は原則組まない）
- 非公式戦とする（したがって、この試合の記録はチーム賞・個人賞に反映されない）
- 対戦：イースタンリーグ加盟各チームのうち、公式戦の試合がないチーム（任意である・ホームゲーム）対フューチャーズ。雨天中止の場合は再試合はなし。
- 会場：原則としてイースタンリーグ加盟各チームの2軍の本拠地球場・練習場で、12時30分（春季リーグ）あるいは13時開始（球場による）
- ユニフォーム：イースタンリーグ加盟各チームはそのチームのホーム用のもの、フューチャーズはそのチーム用のユニフォーム（ただしズボン、アンダーシャツは選手が所属する球団のホーム用のもの）を使う
- イースタン・リーグの試合協定書に準拠
- 出場選手資格：1軍出場選手登録されていない支配下登録選手ならびに育成選手・研修生
- 出場コーチ資格：1軍出場選手登録されていない監督ならびにコーチ陣
- 入場料：無料

### 特別ルール
メンバー表交換以前に当該球団と審判団で協議すること。その際は必ず試合前に場内アナウンスをすること。
- 9回終了をもって原則打ち切りとし、延長戦は行わない。その際、両チームのスコアによらず9回（表裏）を完了する。したがって、9回表終了時に後攻のチームが勝っていても9回裏は行われる。ただし事前に両チームの合意のもと、イニング数を追加して行うこともでき、その際は担当幹事と審判員に予め報告する。
- 野球規則8.04（投球における遅延行為の禁止）を遵守する
- 投手の準備投球、途中交代は5球までを原則とする（ただし審判員が特例を認める場合あり）
- 捕手がマウンドにて投手と打ち合わせする回数は1試合3回まで
- 打者はみだりに打者席を離れない。
  - 野手が2名以上マウンドに集まることは禁止
- 指名打者ルールを採用する
- チームの事情により参加者が少ないチームは野手負傷時に一度出場した選手の再出場を認めるが、その場合は対戦相手および審判団の許諾を必要とする
- フューチャーズの守備別編成は投手と内野手は6人ずつ、捕手3人、外野手5人の20人を目安とし、事前に届出のあった参加選手の数を基として何人を派遣すればいいかを決め、開催3日前までに実際に派遣する選手を連盟に提出しチームを構成する

## 交流試合
実質的な2軍選抜チームとして、積極的に交流試合が組まれた。

### 社会人野球との交流試合
- 2007年5月31日、水戸市民球場での茨城ゴールデンゴールズとの交流練習試合を「シーケルスペシャルナイター・水戸信用金庫CUP特別試合」として開催。9-4でフューチャーズが勝利した。

### 独立リーグとの交流試合
- 2007年7月31日に富山市民球場アルペンスタジアムで、8月1日に三条市民球場で、北信越BCリーグオールスター（選抜チーム）との交流戦を2試合行った（1勝1敗）。なお、フューチャーズは同年7月16日に発生した新潟県中越沖地震の被災者を激励するため、1日のバス移動の間に柏崎市と刈羽村の避難所4箇所を訪問した。なおBCチャレンジリーグとは2008年・2010年・2011年（2008年のみ石川チーム単独、他の年はBCチャレンジリーグ選抜チーム）にも交流戦で対戦している
  - 7月31日　フューチャーズ 2-10 北信越BCリーグ選抜
  - 8月1日　フューチャーズ 11-0 北信越BCリーグ選抜
- 2008年以後は四国アイランドリーグplus（四国九州アイランドリーグ含む）の選抜チームを招待し、年2-3試合程度の交流戦を開催した。

参考記事
- イースタンリーグチャレンジマッチの日程補足欄

## その他
- 2009年、上述のチャレンジマッチ「フューチャーズ」とは別に、読売ジャイアンツと千葉ロッテマリーンズの2チーム合同で、2軍所属選手や育成選手が中心となったチーム「シリウス」が結成され、社会人野球や独立リーグに属するチームとの練習試合（2009年24試合）を開催していたが、2010年をもって休眠となった。これは育成選手が主の3軍がそれぞれのチームで社会人・独立リーグなどとの交流試合を行うことが増えたことも挙げられる。